# Mandisa Maya
Mandisa Muriel Lindelwa Maya (née le 20 mars 1964) est une juge sud-africaine.   
Elle est la première femme à présider la Cour suprême d'appel d'Afrique du Sud (SCA) depuis le 26 mai 2017,,.  

## Biographie

### Formation
Mandisa Maya s'inscrit au St John's College de Mthatha et elle obtient trois diplômes en droit des universités du Transkei, de l'Université du Natal et de l'Université Duke aux États-Unis dans les années 1980. 

### Carrière
Mandisa Maya occupe différents postes, comme celui de greffière  au sein de l'entreprise Dazana Mafungo Inc. à Mthatha, interprète et procureur de la Magistrate's Court, conseillère politique au Fonds de défense juridique pour les femmes, à Washington, conseillère juridique adjoint de l'État, à Mthatha.  
Elle est aussi avocate au barreau de Transkei, de 1994 à 1999, juge à la haute cour du Cap et au Tribunal du travail de Grahamstown avant d'être promue juge de la Cour suprême d'appel d'Afrique du Sud en 2017. Elle avait été auparavant juge à la Haute Cour de Mthatha, juge puînée du SCA et vice-présidente du SCA,.   
En 2022, elle est présidente du Chapitre sud-africain de l'Association internationale des femmes juges.   
En  Juillet 2024, Mandisa Maya, âgée de 60 ans, est investie à la présidence de la Cour constitutionnelle, marquant ainsi une étape historique en tant que première femme à occuper ce poste prestigieux au sein de la plus haute juridiction du pays.Son ascension marque  une étape importante,  elle  succéde à Raymond Zondo .   

### Distinction
En 2012, elle reçoit le South African Women Lawyers Icon award.